# Mylenium Tour (live)
Pour l’article homonyme, voir Mylenium Tour.
Albums de Mylène Farmer
Innamoramento
(1999) Les mots
(2001)
Singles
1. Dessine-moi un mouton (Live)
Sortie : 5 décembre 2000

Mylenium Tour est le troisième album Live de Mylène Farmer, paru le 5 décembre 2000 chez Polydor.
Composé de 19 titres, ce double album retrace le spectacle de la troisième tournée de la chanteuse, qui s'est déroulée de septembre 1999 à mars 2000 et comprenait une quarantaine de dates, dont quatre à Bercy et trois en Russie, rassemblant plus de 450 000 spectateurs.

Soutenant l'album Innamoramento, cette tournée présentait un « show à l'américaine » conçu par la chanteuse elle-même, avec pour décor une statue d'Isis de 9 mètres de hauteur.
Enregistré lors des concerts du 24, 25 et 26 septembre 1999 au Palais omnisports de Paris-Bercy, l'album Mylénium Tour se classe n°1 des ventes dès sa sortie. Certifié double disque de platine en France et disque d'or en Belgique, l'album s'écoule à près de 800 000 exemplaires, tandis que les supports vidéos battent des records de vente avec plus de 400 000 exemplaires écoulés.

## Histoire

### Genèse
En avril 1999, Mylène Farmer sort l'album Innamoramento, écoulé à plus de 1 500 000 exemplaires et soutenu par cinq singles qui se classent tous dans le Top 10 : L'Âme-Stram-Gram, Je te rends ton amour, Souviens-toi du jour..., Optimistique-moi et Innamoramento.
Cet album donne lieu à une tournée triomphale, le Mylenium Tour, qui se déroule de septembre 1999 à mars 2000, menant la chanteuse jusqu'en Russie où le concert fut élu « Meilleur concert du siècle ». Conçu par Mylène Farmer, ce spectacle, qui a reçu le NRJ Music Award du « Meilleur show international » et dont le décor est composé d'une statue d'Isis de 9 mètres de hauteur, rassemblera plus de 450 000 spectateurs sur une quarantaine de dates.
Alors qu'elle écrit Gourmandises, le premier album d'Alizée qui fait suite à l'énorme succès de Moi... Lolita, Mylène Farmer travaille simultanément sur l'album Live du Mylenium Tour.

### Sortie
Enregistré lors des concerts du 24, 25 et 26 septembre 1999 au Palais omnisports de Paris-Bercy, l'album et la vidéo Mylénium Tour paraissent le 5 décembre 2000, avec en guise de premier extrait la version Live de Dessine-moi un mouton (un titre présent dans sa version originale sur l'album Innamoramento).
Bien que Mylène Farmer n'en fasse aucune promotion, l'album se classe directement n°1 des ventes en France. Écoulé à 80 000 exemplaires en deux jours, il atteint les 450 000 ventes au bout d'un mois. Il restera classé dans le Top 10 des meilleures ventes durant 11 semaines et sera certifié double disque de platine. En Belgique, il reçoit un disque d'or en moins d'un mois.

Au total, l'album s'écoule à près de 800 000 exemplaires et Mylène Farmer est de nouveau élue « Artiste de l'année » aux NRJ Music Awards.
La vidéo du spectacle connaît également un très grand succès : certifiée vidéo de diamant, la VHS dépasse les 100 000 ventes en quelques jours, tout comme le DVD.
Les ventes de ces deux supports atteignent les 300 000 exemplaires en France au printemps 2001. En Belgique, le DVD est certifié disque d'or. Au total, le film du spectacle s'est écoulé à plus de 400 000 exemplaires.

## Pochette
La pochette de l'album montre une photo de Mylène Farmer prise par Claude Gassian, durant son interprétation de L'Amour naissant. Derrière elle, apparaît le visage entrouvert de la statue d'Isis, dans des teintes bleutées.
Le double CD est présenté dans un boîtier en laiton, s'ouvrant par le milieu. Il sera par la suite réédité dans un boîtier classique.

## Liste des titres

### Double CD et 33 tours
L'intégralité du spectacle est disponible sur le double CD et le triple 33 tours.
| 1.  | Mylénium                                                                          | Mylène Farmer                                  | Laurent Boutonnat                                     | 6:10 |
| 2.  | L'Amour naissant                                                                  | Mylène Farmer                                  | Laurent Boutonnat                                     | 5:28 |
| 3.  | L'Âme-Stram-Gram                                                                  | Mylène Farmer                                  | Laurent Boutonnat                                     | 6:00 |
| 4.  | Beyond My Control                                                                 | Mylène Farmer                                  | Laurent Boutonnat                                     | 5:18 |
| 5.  | Rêver                                                                             | Mylène Farmer                                  | Laurent Boutonnat                                     | 5:56 |
| 6.  | Il n'y a pas d'ailleurs...                                                        | Mylène Farmer                                  | Laurent Boutonnat                                     | 5:19 |
| 7.  | Mylène is Calling                                                                 | Mylène Farmer                                  | Laurent Boutonnat                                     | 2:15 |
| 8.  | Optimistique-moi                                                                  | Mylène Farmer                                  | Mylène Farmer                                         | 4:36 |
| 9.  | Medley (Pourvu qu'elles soient douces, Maman a tort, Libertine, Sans contrefaçon) | Mylène Farmer, Laurent Boutonnat, Jérôme Dahan | Laurent Boutonnat, Jean-Claude Dequéant, Jérôme Dahan | 6:48 |
| 10. | Regrets                                                                           | Mylène Farmer                                  | Laurent Boutonnat                                     | 5:12 |

| 1. | Désenchantée          | Mylène Farmer | Laurent Boutonnat | 7:12 |
| 2. | Méfie-toi             | Mylène Farmer | Mylène Farmer     | 5:40 |
| 3. | Dessine-moi un mouton | Mylène Farmer | Laurent Boutonnat | 4:50 |
| 4. | California            | Mylène Farmer | Laurent Boutonnat | 5:27 |
| 5. | Pas le temps de vivre | Mylène Farmer | Mylène Farmer     | 8:28 |
| 6. | Je te rends ton amour | Mylène Farmer | Laurent Boutonnat | 5:15 |
| 7. | Souviens-toi du jour… | Mylène Farmer | Mylène Farmer     | 7:47 |
| 8. | Dernier sourire       | Mylène Farmer | Laurent Boutonnat | 4:53 |
| 9. | Innamoramento         | Mylène Farmer | Laurent Boutonnat | 6:13 |

### Cassette
Certaines chansons présentes sur la cassette audio proposent des versions moins longues que sur le CD.

Il n'y a pas d'ailleurs..., Mylène is Calling et California ont été écartées, faute de place. 

### Vidéo
Le concert a été édité en VHS et en DVD.

## Description de l'album et de la vidéo

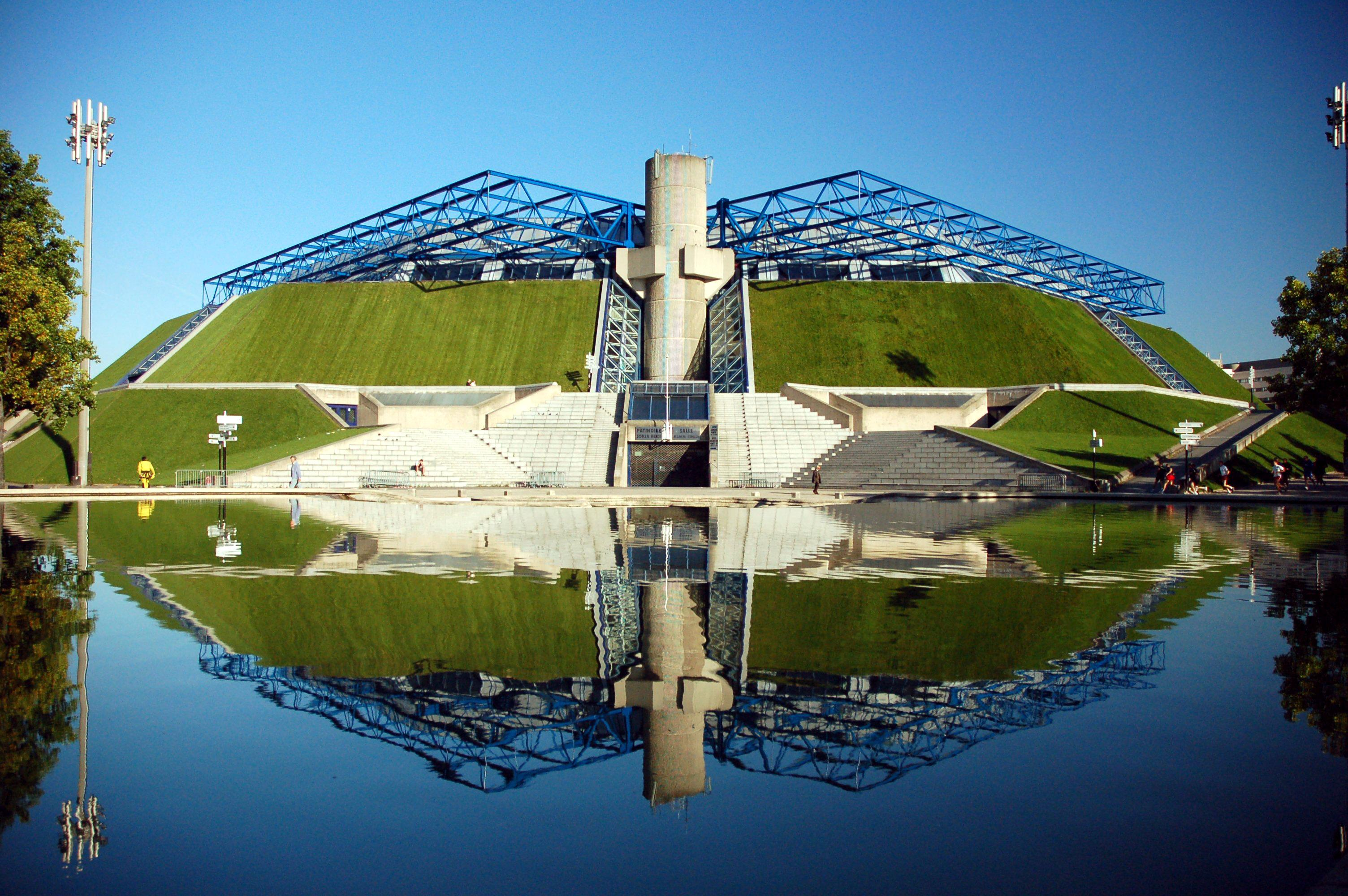
Le Palais omnisports de Paris-Bercy.

Composé de 19 titres, ce double album retrace la troisième tournée de Mylène Farmer. Enregistré lors des concerts du 24, 25 et 26 septembre 1999 au Palais omnisports de Paris-Bercy, il comprend :
- dix titres issus de l'album Innamoramento : les singles L'Âme-Stram-Gram, Je te rends ton amour, Souviens-toi du jour..., Optimistique-moi et Innamoramento, mais aussi Dessine-moi un mouton (qui paraît en tant que premier extrait de l'album Live), L'Amour naissant, Pas le temps de vivre, Méfie-toi et Mylénium ;
- un Medley regroupant des singles des albums Cendres de lune (Maman a tort, Libertine) et Ainsi soit je... (Sans contrefaçon, Pourvu qu'elles soient douces) ;
- des titres présents sur les albums L'Autre... (Désenchantée, Regrets, Beyond My Control, Il n'y a pas d'ailleurs...) et Anamorphosée (California, Rêver) ;
- des titres plus rares comme Dernier sourire, qui était la face B du 45 tours de Sans logique, et Mylène is Calling, qui était présent sur le Maxi CD de Je t'aime mélancolie.

Plusieurs chansons sont revisitées, à l'instar de Désenchantée qui propose une version crescendo, California dans une tonalité jazzy, Pas le temps de vivre interprétée presque a cappella, ou encore Rêver et Dernier sourire en piano-voix. Regrets, qui était à l'origine un duo avec Jean-Louis Murat, est interprétée par Mylène Farmer seule.
Réalisé par François Hanss, le film du spectacle intègre un générique de fin au son de la version studio de Mylénium.
 
Plusieurs bonus sont proposés sur le DVD, montrant notamment les répétitions des danseurs aux États-Unis, les coulisses du spectacle, un reportage sur les concerts en Russie, ainsi que des visions multi-angles et des illustrations.

## Accueil critique
- « Un Live retravaillé et remixé. Le résultat ne sonne pas toujours très spontané pour un enregistrement en public... » (Pulp)[8]
- « Pour ceux qui ont eu la chance de découvrir le Mylénium Tour sur scène, ce DVD est l'occasion de replonger dans le spectacle le plus visuellement abouti de la chanteuse française la plus populaire et la plus mystérieuse. La mise en scène est grandiose, la prestation scénique et vocale de l'ange roux irrésistible... De l'émotion et du bonheur, tout simplement. » (Les Années Laser)[22]
- « La qualité de ce troisième souvenir de scène est irréprochable, même si, souvent, le son de la captation est légèrement en dessous de ce qu'on en espérait. » (La Dernière Heure)[23]
- « A l'image des clips de l'artiste, ce DVD est une pure merveille sur le fond et la forme : un concert grandiose, une interactivité musicale, bruitée et animée, et des bonus qui valent vraiment le coup d’œil. A se procurer absolument ! » (DVD Mania)[24]
- « Portée par les clameurs, par l'amour qui monte vers elle, Mylène rit et pleure, déployant les mille facettes de sa féminité conquérante. Grand son pour grand spectacle. » (L'Événement du jeudi)[25]
- « Un bon Live... qui n'a strictement plus rien à voir avec ce que nous avions pu entendre aux concerts de Mylène. Le travail a de toute évidence été énorme pour donner ce résultat de si bonne qualité. Cependant, certains titres comme L'Amour naissant et Optimistique-moi sonnent très mous en comparaison avec les versions studio. Le reste, très propre, manque vraiment d'un brin de saveur et d'originalité. Quand on pense au boulot magnifique qu'avait réalisé Laurent Boutonnat pour le Live 1996 avec des versions véritablement réorchestrées... c'est dommage. Déception donc pour un Live qui s'écoute sans difficulté, savamment emballé, mais sans grand plaisir. » (Tribu Move)[26]
- « Ce qu'il y a de chouette avec Mylène Farmer c'est que son sens de la mise en scène est inversement proportionnel à sa puissance vocale. Avec sa statue géante, ses danseurs, ses choristes, ses changements de costume, etc. elle en met plein la vue et on ne peut nier que ses fans en ont pour leur argent. » (Télé moustique)[27]
- « L'image est sublime. Les décors, le ballet des lumières bleutées, les fonds de scène, les costumes de la chanteuse, la mise en lumière : l'ensemble est sidérant. Une précision de tous les instants, des couleurs vives et des contrastes nets, c'est magnifique. On s'attendait par contre à un spectacle un peu plus harmonieux au niveau du son. La version stéréo, un peu fouillis, manque de rondeur. La version 5.1 est un cran au-dessus : elle propose une enveloppe sonore plus convaincante mais une voie centrale surexploitée. La dynamique est assez éprouvante et même si les enceintes surround ne contiennent pas d'infos spécifiques, l'ensemble est assez abouti pour contenter les fans. Les autres regretteront que l'on n'entende pas davantage les guitares électriques et surtout la batterie d'Abraham Laboriel Junior. » (Home ciné DVD)[28]
- « Un vrai show, un spectacle dans la lignée de Madonna mais un cran en dessous. Un cran inférieur également à son Live à Bercy d'un point de vue chorégraphique et musical. » (Home Theater)[29]
- « Une fois de plus, le nouvel album de Mylène Farmer est un très bel objet : dans un luxueux écrin de laiton prennent place un livret bourré de photos de la rouquine coquine et, surtout, deux CD contenant 19 titres enregistrés au cours de son Mylénium Tour. Chacun des concerts de cette tournée mégalo-kitsch s'est apparenté à une grand-messe, et c'est visiblement l'impression que la chanteuse a voulu laisser. » (Ciné Télé Revue)[30]

## Single
Une seule chanson a bénéficié d'une sortie en single : Dessine-moi un mouton (Live).
La version Live de Regrets fut envisagée en tant que second single au printemps 2001, mais seul le clip fut diffusé à la télévision.

### Dessine-moi un mouton (Live)

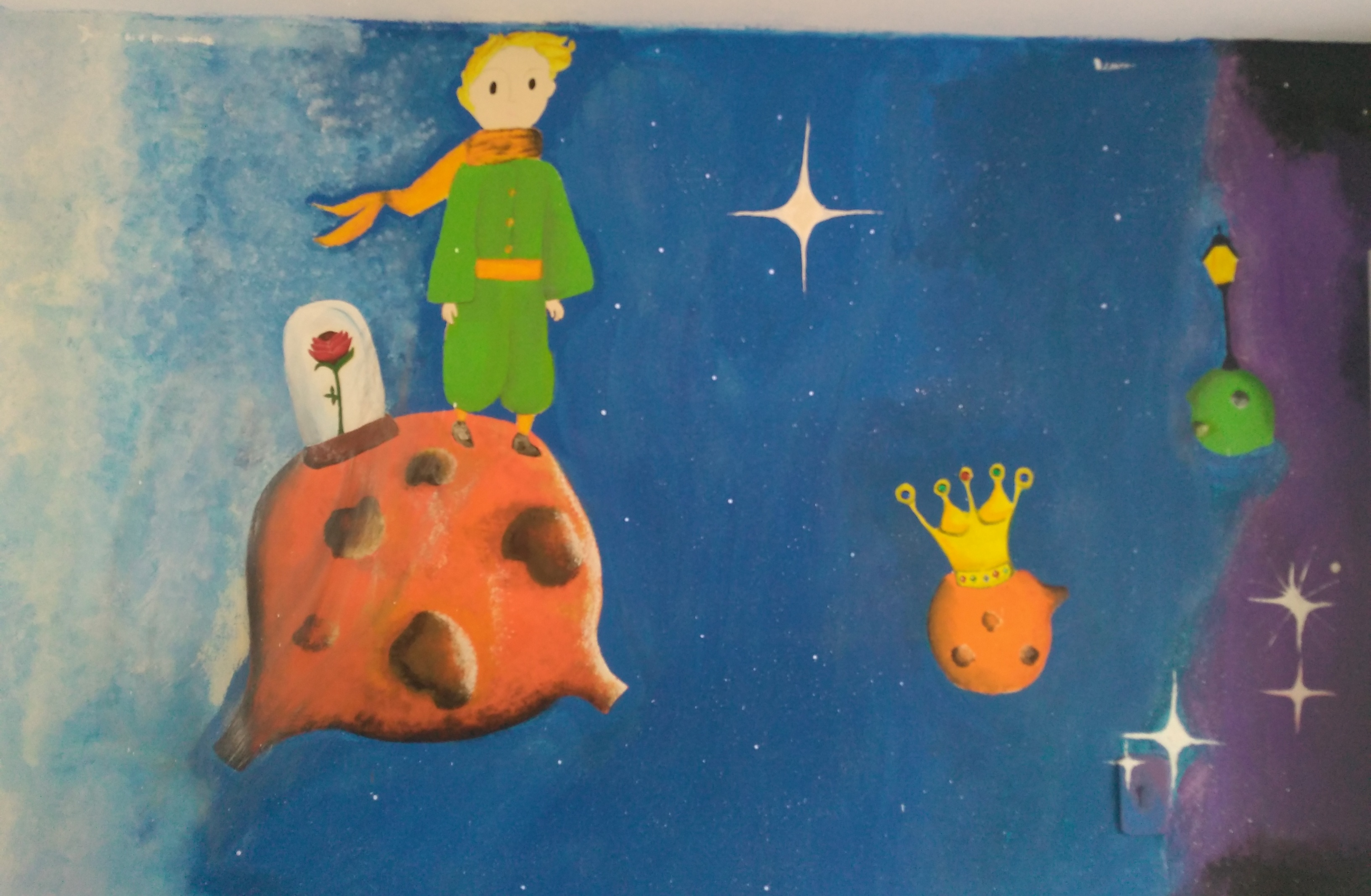
Tableau représentant Le Petit Prince d'Antoine de Saint-Exupéry.

Le single Dessine-moi un mouton (Live) sort le 5 décembre 2000 (le même jour que l'album Mylenium Tour). Ce titre rock, dont la version originale figurait sur l'album Innamoramento, fait référence au Petit Prince d'Antoine de Saint-Exupéry.

Le second titre présent sur le CD Single est la version Live de Dernier sourire, une chanson dont la version originale était en face B du 45-tours de Sans Logique, en 1989.
Le clip, réalisé par François Hanss, est la prestation du titre lors du Mylénium Tour, filmée en septembre 1999 à Bercy, pour laquelle la chanteuse est assise sur une balançoire représentant le dieu Thot et entourée de huit danseurs.
La chanson connaît le succès en France, atteignant la 6e place du Top Singles, dans lequel il reste classé durant 16 semaines.

Certaines radios, dont NRJ, diffuseront également le World is Mine Remix, réalisé par Quentin & Visa.

## Classements et certifications
Entré directement n°1 du Top Albums français, l'album Mylénium Tour s'écoule à 80 000 exemplaires en deux jours et atteint les 450 000 ventes au bout d'un mois. Il restera classé dans le Top 10 des meilleures ventes durant 11 semaines et sera certifié double disque de platine. En Belgique, il reçoit un disque d'or en moins d'un mois. Au total, l'album s'écoulera à près de 800 000 exemplaires.
La vidéo du spectacle connaît également un très grand succès : certifiée vidéo de diamant, la VHS dépasse les 100 000 ventes en quelques jours, tout comme le DVD : c'est d'ailleurs à la suite des records de ventes de ce DVD que le SNEP décide de créer des certifications pour ce support.

Les ventes de ces deux supports atteignent les 300 000 exemplaires en France au printemps 2001. En Belgique, le DVD est certifié disque d'or.

Au total, le film du spectacle s'est écoulé à plus de 400 000 exemplaires.
| Classement                       | Meilleure position |
| -------------------------------- | ------------------ |
| Belgique (Wallonie Ultratop)     | 8                  |
| Europe (European Top 100 Albums) | 20                 |
| France (Top Albums SNEP)         | 1                  |
| Suisse (Schweizer Hitparade)     | 31                 |

| Classement annuel (2000) | Position |
| ------------------------ | -------- |
| France (Top Albums SNEP) | 17       |

| Classement annuel (2001)     | Position |
| ---------------------------- | -------- |
| Belgique (Wallonie Ultratop) | 68       |
| France (Top Albums SNEP)     | 39       |

### Certifications
| Pays             | Certification |
| ---------------- | ------------- |
| Belgique (Album) | Or            |
| Belgique (DVD)   | Or            |
| France (Album)   | 2 × Platine   |
| France (VHS)     | Diamant       |
| France (DVD)     | Diamant       |

## Crédits
| - Paroles : Mylène Farmer, sauf : - Libertine : Laurent Boutonnat - Maman a tort : Jérôme Dahan - Musique : Laurent Boutonnat, sauf : - Libertine : Jean-Claude Dequéant - Maman a tort : Laurent Boutonnat et Jérôme Dahan - Pas le temps de vivre, Méfie-toi et Optimistique-moi : Mylène Farmer - Conception du spectacle : Mylène Farmer - Production du spectacle et management : Thierry Suc - Direction musicale et claviers : Yvan Cassar - Claviers : Eric Chevalier - Guitares : Jeff Dahlgren et Brian Ray - Basse : Jerry Watts Jr. - Batterie : Abraham Laboriel Junior - Choristes : Johanna Manchee-Ferdinand et Esther Dobong'Na Essienne - Film réalisé par François Hanss - Prise de son : Thierry Rogen (Studio mobile Le Voyageur II) - Mixage : Bertrand Chatenet, assisté de Jérôme Devoise au Studio Guillaume Tell - Production exécutive : Paul van Parys pour Stuffed Monkey | - Danseurs : Valérie Bony, Midori Anami, Lysander O. Abadia, Andrew Cheng, Christophe Danchaud, Agustin Madrid Ocampo Jr., Richard Patten, Corey Smith - Chorégraphies : - Mylène Farmer pour L'Âme-Stram-Gram, Optimistique-moi, Désenchantée et Souviens-toi du jour... - Christophe Danchaud pour Méfie-toi et Dessine-moi un mouton - Mylène Farmer et Christophe Danchaud pour Pourvu qu'elles soient douces - Conception du décor : Guy-Claude François, créé à partir du tableau n°218 de Hans Ruedi Giger - Conception des lumières : Fred Péveri - Conception des images : Julien Dajez - Son salle : Laurent Buisson - Création des costumes : Dominique Borg - Création maquillage et coiffure : Pierre Vinuesa - Photos : Claude Gassian - Design : Henry Neu pour Com'N.B - Mastering : André Perriat chez Top Master |